# قبس رقيق
قبس رقيق (الاسم العلمي:Phlox tenuis) هو نوع من النباتات يتبع جنس القبس من الفصيلة البولامونيونية.